# 디지털 사이드 미러
디지털 사이드 미러(영어: Digital Side Mirror, DSM)는 카메라와 모니터로 구성되어 운전자가 주변 주행 상황을 확인할 수 있도록 돕는다. 현대자동차의 아이오닉 5, 아우디의 E-트론, 렉서스의 ES 등 다양한 차종에 적용되어 공개되고 있다.

## 개요
디지털 사이드 미러는 기존 광학 사이드 미러 보다 선명하고 넓은 각도의 후방 시야를 확보한다.

#### 시야각
디지털 사이드 미러의 후방 시야각은 기존 사이드 미러 대비 11° 넓은 약 29°의 시야각을 확보한다. 또한, 기존 사이드 미러 대비 축소화된 디지털 사이드 미러의 부피, 실내에 배치된 모니터 등을 통해 운전자의 정면 시야를 방해하지 않으면서도 주행 환경을 판단이 가능하다. 

#### 공력 성능
면적이 작은 디지털 사이드 미러는 공력 성능을 향상시킨다. 최근 기존 사이드 미러의 공기 저항을 줄이기 위해 다양한 시도가 계속되고 있으나, 거울의 크기를 일정 면적 이상 유지해야되는 등의 구조적 한계가 있다. 2021년 2월 23일에 출시된 현대자동차의 아이오닉 5는 디지털 사이드 미러를 적용해 일반 사이드 미러 대비 전면부의 공기 접촉 면적이 약 2.8% 줄어 공기 저항 개선 효과를 얻었다. 

## 영상 처리 과정
- Step 1. 카메라
- Step 2. 이미지 센서
- Step 3. 케이블
- Step 4. 제어기&SOC
- Step 5. OLED 디스플레이

## 구조

#### 카메라
고화질 카메라로 후방을 촬영해 얻은 아날로그 신호 영상을 이미지 센서와 SOC를 거쳐 디지털 신호로 처리한 뒤 모니터로 전달한다. 이미지 센서와 SOC에는 HDR을 적용해 먼 곳과 가까운 곳, 어두운 곳과 밝은 곳을 선명히 표현한다. 또한, 초당 60프레임의 속도로 영상을 디지털 신호로 변환할 수 있는 이미지 센서를 더했다. 

#### 모니터
OLED 패널에는 반사, 눈부심, 지문 오염 등을 방지하는 코팅이 적용되며, 전선은 카메라와 이미지 센서 및 SOC 등을 거쳐 전달된 영상 신호를 패널에 전달한다. 또한, 컨트롤러는 영상 신호를 패널로 최종 전송하며, 브라켓과 하우징은 각각 개별 부품과 모니터 전체를 감싼다.

## 같이 보기
- 자동차
- OLED
- 아이오닉 5
- 카메라